# Nguyễn Đức Cường (nhạc sĩ)
Nguyễn Đức Cường là một nhạc sĩ kiêm ca sĩ, nhà sản xuất thu âm thể loại nhạc trẻ của Việt Nam. Anh là cựu thành viên của nhóm Nét nhạc mới.
Nguyễn Đức Cường được xem là một nhạc sĩ khá thành công với những ca khúc trở thành hit và giành được nhiều giải thưởng. Tiêu biểu là bài hát Nồng nàn Hà Nội giành giải thể nghiệm trong cuộc thi Bài Hát Việt năm 2007 và đặc biệt, bài hát Em trong mắt tôi đã giành được cú ăn ba: Ca sĩ thể hiện (do chính Nguyễn Đức Cường thể hiện), phối khí hiệu quả và bài hát của tháng trong lễ trao giải Bài Hát Việt tháng 11 năm 2008. Không những thế, bài hát này còn giành giải Bài hát mang phong cách pop do hội đồng nghệ thuật bình chọn.

## Tiểu sử và sự nghiệp của Nguyễn Đức Cường
Nguyễn Đức Cường sinh năm 1982 tại Thái Bình.
Năm 2007, bài hát Nồng nàn Hà Nội của anh giành được giải thể nghiệm của Bài Hát Việt. Từ đây tên tuổi của anh bắt đầu được biết đến nhiều hơn.
Năm 2008 đánh dấu một mốc thành công của anh khi bài hát Em trong mắt tôi giành được ba giải thưởng trong lễ trao giải Bài Hát Việt tháng 11 năm 2008. Bài hát này còn được bầu chọn là bài hát mang phong cách pop. Cùng với thành công của Em trong mắt tôi, Nguyễn Đức Cường còn giành giải Ca sĩ thể hiện.
Anh còn thường xuyên xuất hiện trên chương trình âm nhạc trên đài VOV là XoneFM.
Gần đây, anh còn hợp tác với ca sĩ Văn Mai Hương với bài hát "Nếu như anh đến" do anh sáng tác.

## Giải thưởng
- 2007: Bài hát Việt: "Nhạc sĩ thử nghiệm sáng tạo"[2] (Nồng nàn Hà Nội)
- 2008: Bài hát Việt: "Ca sĩ thể hiện", "Phối khí hiệu quả", "Bài hát của tháng" (tháng 11), "Bài hát phong cách pop đương đại nổi bật" cho ca khúc "Em trong mắt tôi"[3][4]